# Leopold Vietoris
Leopold Vietoris (Bad Radkersburg, 4 giugno 1891 – Innsbruck, 9 aprile 2002) è stato un matematico e supercentenario austriaco.
Vietoris è anche famoso per aver raggiunto l'età di 110 anni e 309 giorni, che lo rese l'uomo austriaco più longevo di cui esista documentazione.

## Vita
Leopold Vietoris era figlio di Anna Dillerdi e Hugo Vietoris, ingegnere che aveva lavorato prima per le ferrovie e poi per il comune di Vienna. Nell'anno accademico 1910/11 si iscrisse alla Technische Universität di Vienna, ma nel 1911 passò alla facoltà di matematica dell'Università di Vienna. Durante la prima guerra mondiale fu impiegato come soldato sul fronte italiano, dove si distinse per i suoi meriti e fu promosso al grado di ufficiale. Durante un periodo di convalescenza nel 1916 scrisse la sua prima pubblicazione matematica e da prigioniero in Italia, negli anni 1918/19, trovò il tempo di lavorare alla sua tesi di dottorato.
Dopo una breve attività di insegnamento (1919/20), dal 1920 al 1922 fu assistente alla Technischen Universität di Graz e, dal 1922 al 1927, all'istituto di matematica dell'Università di Vienna. Nel 1923 ottenne la habilitation con uno studio di teoria degli insiemi; nel 1925/26 andò per tre semestri all'Università di Amsterdam con una borsa di studio della Fondazione Rockefeller e collaborò con Luitzen Brouwer. Nel 1927 divenne professore straordinario all'Università di Innsbruck, nel 1928 divenne professore ordinario alla Technische Universität di Vienna, nel 1930 divenne infine professore ordinario all'Università di Innsbruck, dove rimase fino a diventare emerito nel 1961, tranne un brevissimo impiego nella Wehrmacht durante la seconda guerra mondiale, conclusosi per una ferita riportata nei primi giorni di ostilità. Nel 1935 rifiutò un'offerta di ritornare all'Università di Vienna.
Per i suoi meriti scientifici, Vietoris ottenne numerosi riconoscimenti: nel 1935 divenne socio corrispondente dell'Accademia Austriaca delle Scienze, nel 1960 socio effettivo, gli furono conferiti dottorati ad honorem dalla Technische Universität di Vienna (1984) e dall'Università di Innsbruck (1994), l'Österreichisches Ehrenkreuz für Wissenschaft und Kunst (1970), la Gran decorazione d'onore in oro dell'Ordine al merito della Repubblica austriaca (1981), la medaglia d'oro della Österreichische Mathematische Gesellschaft (1981) e la Verdienstkreuz della città di Innsbruck (1982). Vietoris fu socio onorario della Österreichische Mathematische Gesellschaft (dal 1965) e della Deutsche Mathematiker-Vereinigung (dal 1990).
Dal 1928 al 1935 Vietoris fu sposato con Klara von Riccabona, morta in seguito a un parto. Nel 1936 sposò la cognata Maria, in un matrimonio che sarebbe durato 66 anni.
Tra il grande pubblico Leopold Vietoris divenne famoso principalmente per la sua longevità sia scientifica che biologica. Anche in età avanzata continuò a essere attivo in campo scientifico e pubblicò il suo ultimo articolo a 103 anni. Egli riteneva che la sua lunga vita fosse da ricondursi alla regolare attività sportiva: fino a 95 anni partecipò regolarmente alle gare accademiche di nuoto e smise di fare escursioni in montagna, costretto da una frattura, a 101 anni. Vietoris morì due mesi scarsi prima del suo 111º compleanno, la moglie era morta 16 giorni prima all'età di 100 anni.

## Contributi matematici
Il suo principale campo di ricerca è stato la topologia, in cui contribuì a ottenere numerosi risultati significativi. Il più noto è probabilmente la successione di Mayer-Vietoris in topologia algebrica. Altri concetti che portano il suo nome sono il teorema di Vietoris-Begle, la topologia di Vietoris e l'omologia di Vietoris.
Vietoris si occupò anche di teoria della probabilità e di diseguaglianze.
Stimolato dalla sua passione alpinistica, pubblicò anche dei lavori su questioni relative alla "geometria dell'alpinismo" e ai metodi matematici per l'orientamento in montagna.

## Letteratura
Il personaggio del matematico Carl Jacob Candoris nel romanzo Abendland di Michael Köhlmeier è secondo lo stesso autore ispirata da Vietoris.